# 콘 벨트

미국내 옥수수 생산 (2018년)

콘 벨트(Corn Belt)는 1850년대 이후로 지금까지 미국 내 옥수수 생산을 지배하고 있는 미국 중서부 지역이다. 미국에서 콘은 옥수수를 의미하는 보통 명사이다. 더 일반적으로 말해 콘 벨트라는 개념은 농사와 농업에 의해 지배되는 중서부 지역을 함축한다.
옥수수 지대, 옥수수곡창 지대라고도 부른다.

## 콘 벨트에 속하는 주

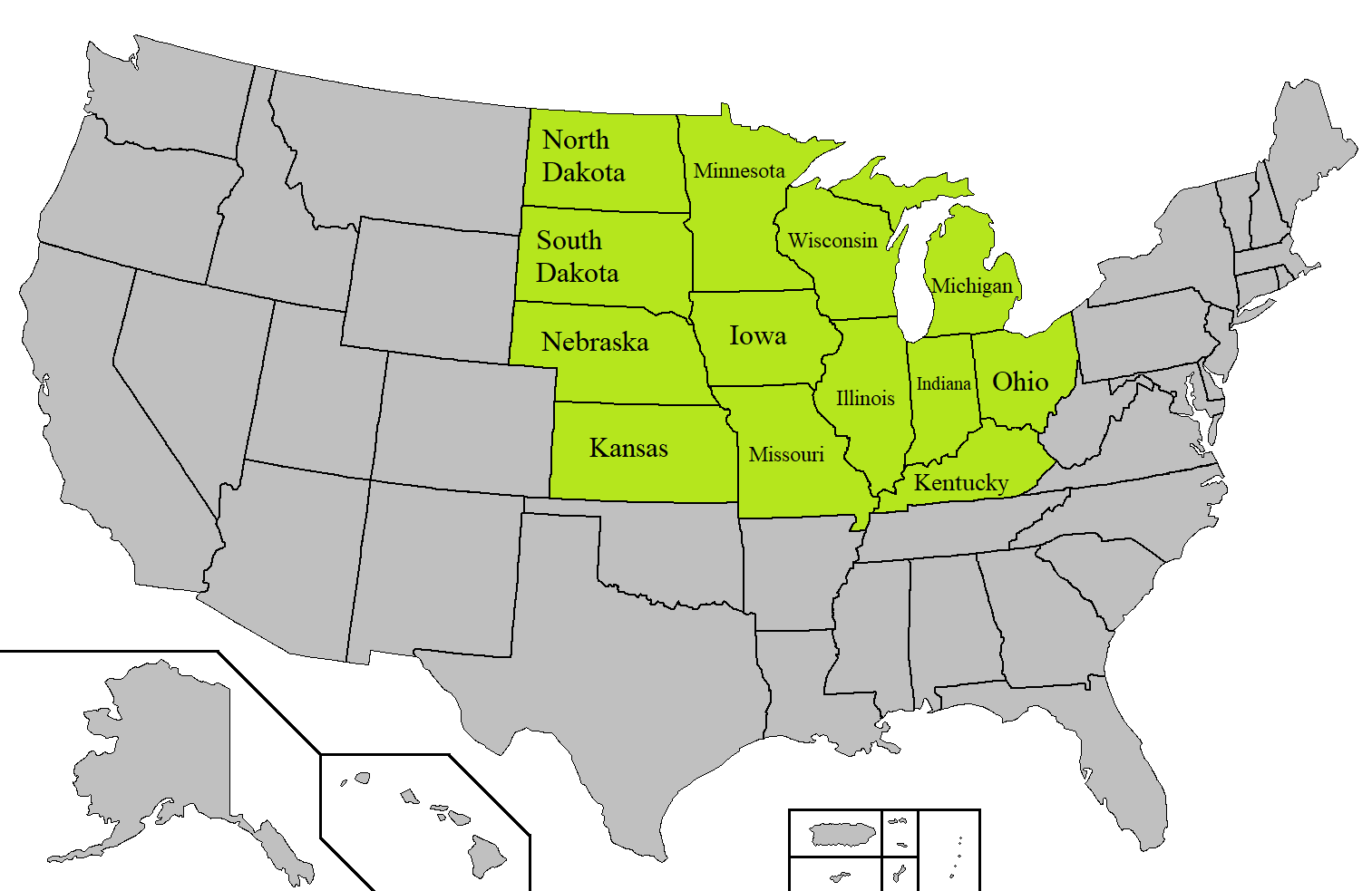
콘 벨트 지도

- 일리노이주
- 인디애나주
- 아이오와주
- 캔자스주
- 켄터키주
- 미시간주
- 미네소타주
- 미주리주
- 네브래스카주
- 노스다코타주
- 오하이오주
- 사우스다코타주
- 위스콘신주